# قرار مجلس الأمن التابع للأمم المتحدة رقم 1330
قرار مجلس الأمن التابع للأمم المتحدة رقم 1330، المتخذ بالإجماع في 5 كانون الأول / ديسمبر 2000، بعد الإشارة إلى جميع القرارات السابقة بشأن العراق، بما في ذلك القرارات 986 (1995)، 1111 (1997)، 1129 (1997)، 1143 (1997)، 1153 (1998)، 1175 (1998)، 1210 (1998)، 1242 (1999)، 1266 (1999)، 1275 (1999)، 1280 (1999)، 1281 (1999)، 1293 (2000) و1302 (2000) بشأن النفط مقابل الغذاء، مدد المجلس الأحكام المتعلقة بتصدير النفط العراقي أو المنتجات النفطية مقابل مساعدات إنسانية لمدة 180 يوما أخرى.
كان مجلس الأمن مقتنعاً بضرورة اتخاذ إجراء مؤقت لتقديم المساعدة الإنسانية للشعب العراقي حتى تنفذ الحكومة العراقية أحكام القرار 687 (1991) وتوزع المساعدات في جميع أنحاء البلاد بالتساوي.
بموجب الفصل السابع من ميثاق الأمم المتحدة، مدد المجلس برنامج النفط مقابل الغذاء لمدة ستة أشهر إضافية تبدأ في الساعة 00:01 بالتوقيت الشرقي في 6 ديسمبر 2000. سيتم تخصيص عائدات مبيعات النفط والمعاملات المالية الأخرى على أساس الأولوية في سياق أنشطة الأمانة، والتي سيتم استخدام 13٪ منها للأغراض المشار إليها في القرار 986. سينظر المجلس في السماح بسحب مبلغ 15 مليون دولار أمريكي من حساب الضمان لاستخدامها في سداد المتأخرات في مساهمة العراق في ميزانية الأمم المتحدة. يمكن أيضًا استخدام أموال تصل إلى 600 مليون يورو المودعة في حساب الضمان في المعدات وقطع الغيار لصناعة النفط لزيادة الإنتاج، رهنا بموافقة المجلس. في الوقت نفسه، تم تخفيض الأموال المخصصة للجنة الأمم المتحدة للتعويضات من 30٪ إلى 25٪.
ودعا القرار جميع الدول إلى مواصلة التعاون في التقديم الفوري للطلبات وإصدار تراخيص التصدير التي من شأنها تسهيل عبور الإمدادات الإنسانية. كما ناشد الدول اتخاذ كافة الإجراءات المناسبة لضمان وصول المساعدات الإنسانية إلى الشعب العراقي في أسرع وقت ممكن. علاوة على ذلك، طُلب من الحكومة العراقية استكمال التحقيقات في مقتل موظفين من منظمة الأغذية والزراعة.
وأخيراً، طُلب من الأمين العام كوفي عنان إعداد تقرير بحلول 31 آذار / مارس 2001 بشأن استخدام طرق تصدير إضافية للنفط.

## روابط خارجية
- نص القرار في undocs.org